# Nivazione
Con il termine nivazione ci si riferisce a diversi processi geomorfici che accadono sotto la "neve duratura" (snow patch) . I principali sono il "deterioramento della massa" (mass wasting) e il ciclo del congelamento/scongelamento, mediante il quale la neve caduta diventa compatta come nel gramolato o nei nevai. Il termine ghiacciaio viene applicato soltanto quando il ghiaccio accumulato arriva ad avere una massa sufficiente ad  ottenere il movimento.
Il termine nivazione è venuto a includere vari sotto-processi correlati agli strati di "neve duratura" che possono essere immobili o semi-permanenti. Questi sotto-processi comprendono l'erosione (se c'è) o l'inizio di erosione, la meteorizzazione e il flusso dell'acqua di disgelo sotto lo strato nevoso.
Le particelle erose vengono spostate giù lungo il pendio tramite scorrimento, soliflussione e dilavamento ruscellare. Nel tempo, questo porta alla formazione di bacini di nivazione i quali, quando allargati, possono essere l'inizio di un circo glaciale.